# Анжеліка Холіна
Анжеліка Холіна (лит. Anželika Cholina; нар. 30 липня 1970, Вільнюс, Литовська РСР) — литовський хореограф, авторка хореографічних спектаклів, балетів, мюзиклу, оперети, безлічі хореографічних мініатюр. Засновниця театру танцю Анжеліки Холіної / Anželikos Cholinos šokio teatras.

## Походження та навчання
Народилася 1970 року у Вільнюсі, батько — Віктор Холін, мати — Лайма Холіна, в сім'ї яких росло дві дочки: Анжеліка і Грета. Почавши займатися в балетному гуртку з чотирьох років, з 1976 по 1981 рік відвідувала уроки ансамблю класичного танцю «Лієпсне» (керівник Лідія Мотейюнайте) у Палаці культури Вільнюської профспілки. У 1989 році закінчила Вільнюську гімназію мистецтв імені М. К. Чюрльоніса, викладач А. Насвітене. У 21-річному віці здійснила перші спроби власних постановок, тоді ж вступила в ГІТІСі у Москві. Навчалася на курсі професора, кандидата мистецтвознавства О. Г. Тарасової, який закінчила в 1996 році зі спеціальністю «режисер-балетмейстер». Хореографічним дебютом Холіної того ж року став балет у двох діях «Медея» на музику A. Рекашюса, поставлений в Литовському національному театрі опери та балету.

## Викладацька діяльність
З 1998 року викладала в Литовській академії музики і театру у Вільнюсі. У 2000 році заснувала власний театр танцю А / CH, спеціалізується на сучасному танці. Репертуар театру на 90 % складається з постановок самої Холіної. Вистави були представлені глядачам Угорщини, Люксембургу, Туреччини, Англії, Латвії, Польщі, Росії, Данії, Китаю.
Анжеліка Холіна — одна з найвідоміших хореографів Литви, доцент Литовської академії музики і театру (з 1998 року). Її ім'я відоме в європейських і американських балетних колах — поставлені нею мініатюри для початківців танцівників Вільнюської та Мюнхенської шкіл балету були відзначені преміями на міжнародних балетних конкурсах в Лозанні, Варні, Москві, Парижі, Токіо, Нью-Йорку, Стокгольмі, Мюнхені та Гельсінкі. Хореографа запрошують на постановки танцювальних сцен у фільмах компанії Ворнер Бразерс.

## Творчість
З 2008 року співпрацює з академічним театром імені Є. Вахтангова, де поставила хореографічні вистави: «Берег жінок» (2008), «Анна Кареніна» (2012), з якими театр активно гастролював в Росії, побувавши і в країнах Європи, на Кубі та в Китаї.

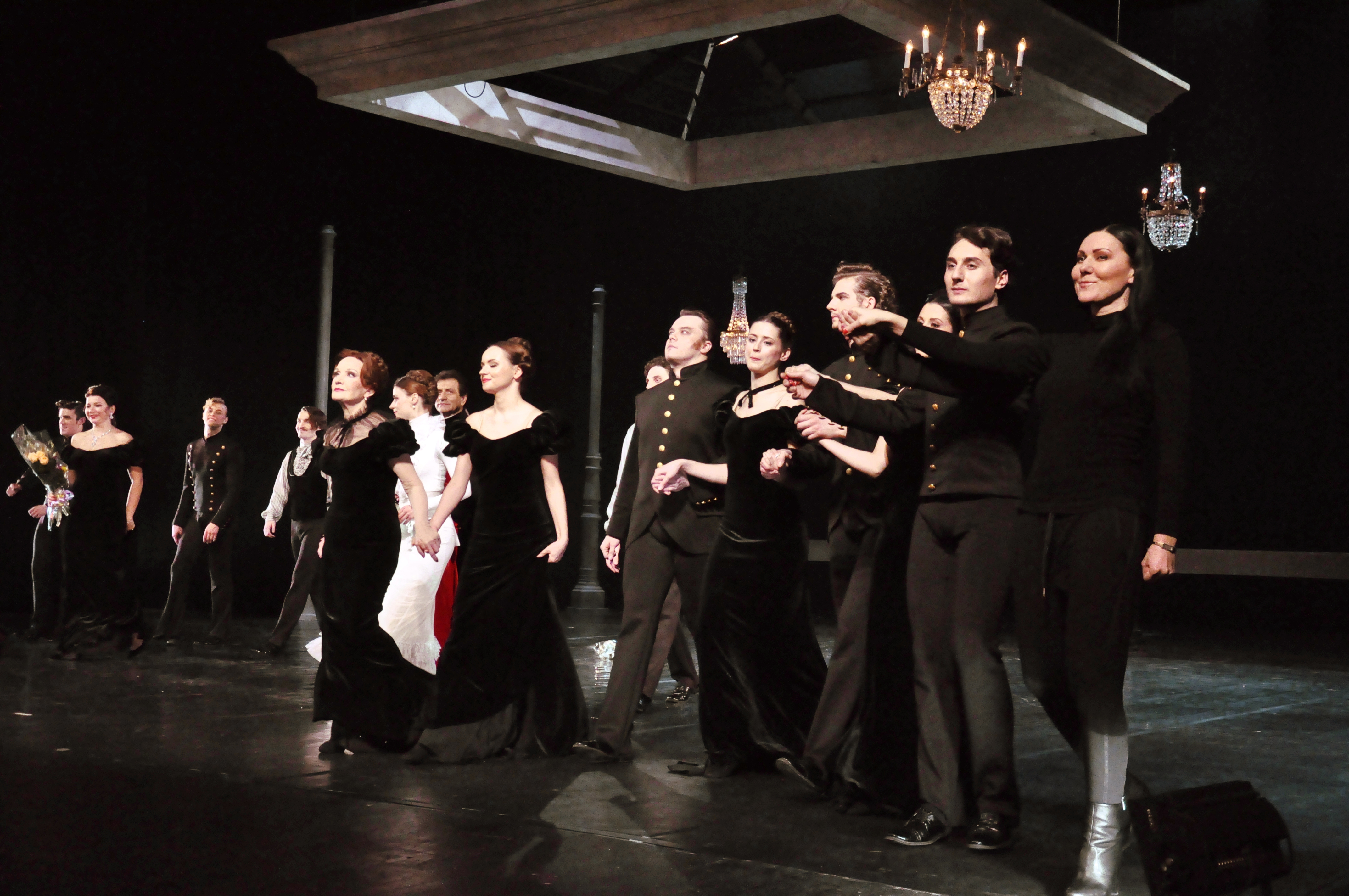
«Анна Кареніна», фінал, 2012

З «Анною Кареніної» Холіна брала участь в «Золотій масці»-2013 в номінації — "робота балетмейстера-хореографа. У 2013 році вона переносить на вахтанговську сцену «Отелло», доопрацювавши його з урахуванням нових можливостей трупи. До відкриття Нової сцени театру в 2015 році наново ставить «Чоловіки і жінки, або Сценарії, за якими живуть люди».
Як режисер-хореограф брала участь у створенні вистав «Євгеній Онєгін» (2013), «Мінетті» (2015) і «Цар Едіп» (2016), поставлених там же Рімасом Тумінасом.

Анжеліка Холіна, як і багато її колег, отримавши свого часу путівку в життя в ГІТІСі, сьогодні, як бумеранг, повертається до Москви і щедро дарує нам свою творчість, зайвий раз підтверджуючи давню істину: у справжнього мистецтва немає і не може бути ніяких кордонів.
—  Борис Поюровський, «Новые Известия»
Створені хореографом спектаклі виняткові — в них переплітаються елементи класичного балету, сучасного танцю і драми. За словами А. Холіної, вибір засобів вираження, танцюристів і акторів залежить тільки від теми постановки.
|  | Я працюю в жанрі пластичного театру все життя, і, відверто кажучи, мене ніколи не хвилювало, як назвати мої постановки - драмою, балетом або якось по-іншому. Я хочу створювати живий театр, а якими способами я цього досягаю, не має значення. Звичайно, рух - важливо, без цього я не можу, але головне, щоб був сенс, виражена суть твору. |

З 2016 року А. Холіна співпрацює з Большим театром Росії, в якому спільно з режисером Р. Тумінасом поставила оперу «Катерина Ізмайлова» та «Червова краля» в 2018 році. У 2017 році разом з Р. Тумінасом брала участь у постановці «Цар Едіп» / «Замок герцога Синя Борода» в Московському академічному музичному театрі імені Станіславського і Немировича-Данченка.
Продовжуючи жити на дві країни, у вересні 2017 року Холіна випустила в Литві нову виставу «Ідіот», повністю зроблену на музику Гія Канчелі. Через рік її приймали на Арбаті в Москві.
У 2019 році брала участь у Benois de la Danse, де крім фрагментів вистав минулих років був показаний спеціально підготовлений номер — дует Настасії Пилипівни і Парфена Рогожина (героїв «Ідіота» Достоєвського) у виконанні Ольги Смирнової та Валерія Суанова.

## Нагороди
- 1996 — Премія «Кристофора» за балет «Медея» в Литовському театрі опери і балету
- 2006 — лауреат премії Міністерства культури Литви «Золотий Хрест сцени» за виставу «Отелло» в Театрі танця А / CH
- 2010 — лауреат премії Міністерства культури Литви «Золотий Хрест сцени» за виставу «Анна Кареніна» в Театрі танця А / CH
- 2011 — Лицарський хрест ордена «За заслуги перед Литвою» в галузі культури[21]
- 2013 — Премія Олега Янковського «Творче відкриття 2012—2013» за виставу «Анна Кареніна» в державному академічному театрі імені Є. Вахтангова[22][23]
- 2015 — Вища державна нагорода діячів культури Литви — Золотий знак пошани «Неси свій світ і вір»

## Основні роботи

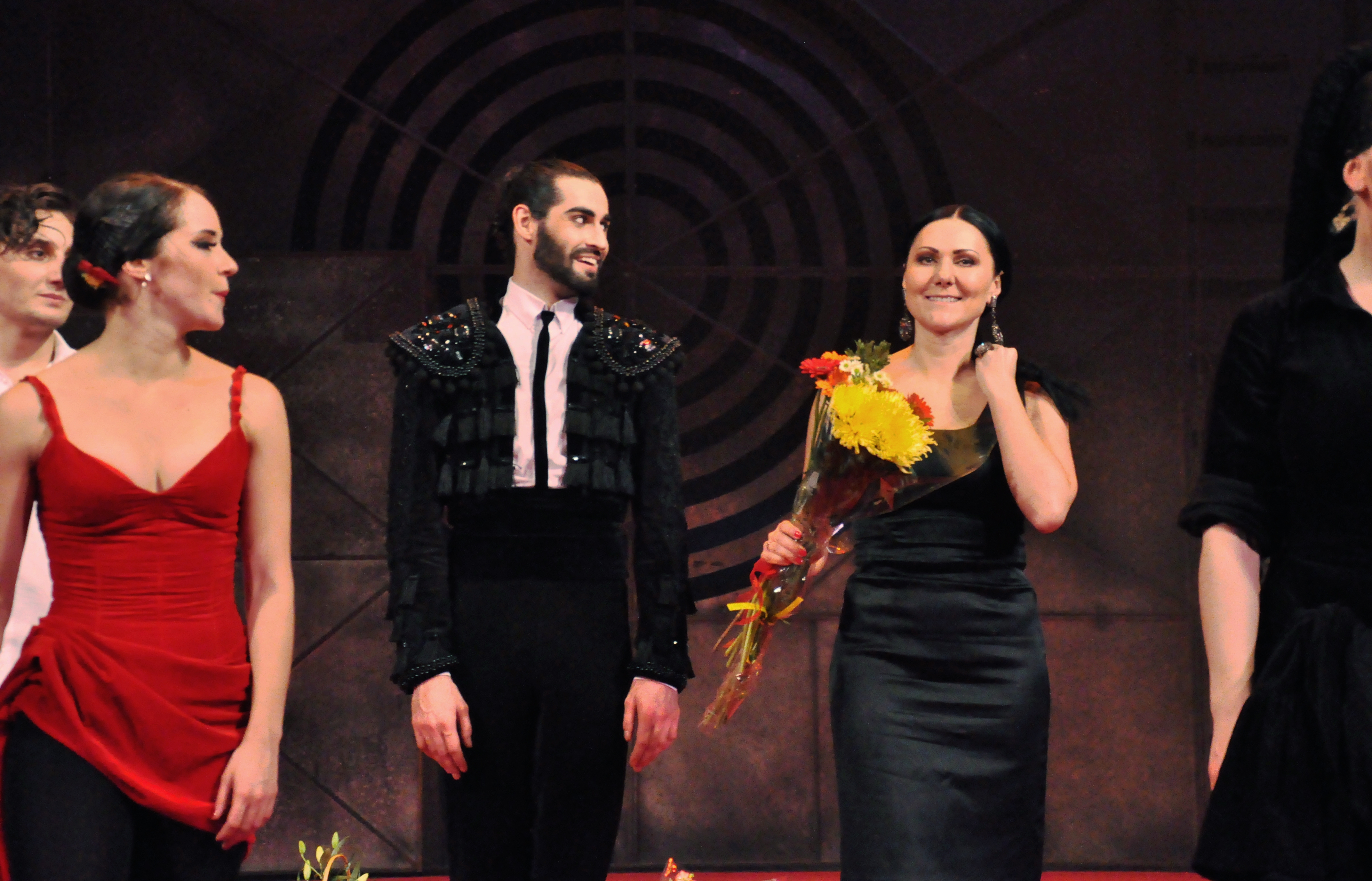
«Кармен», московська прем'єра

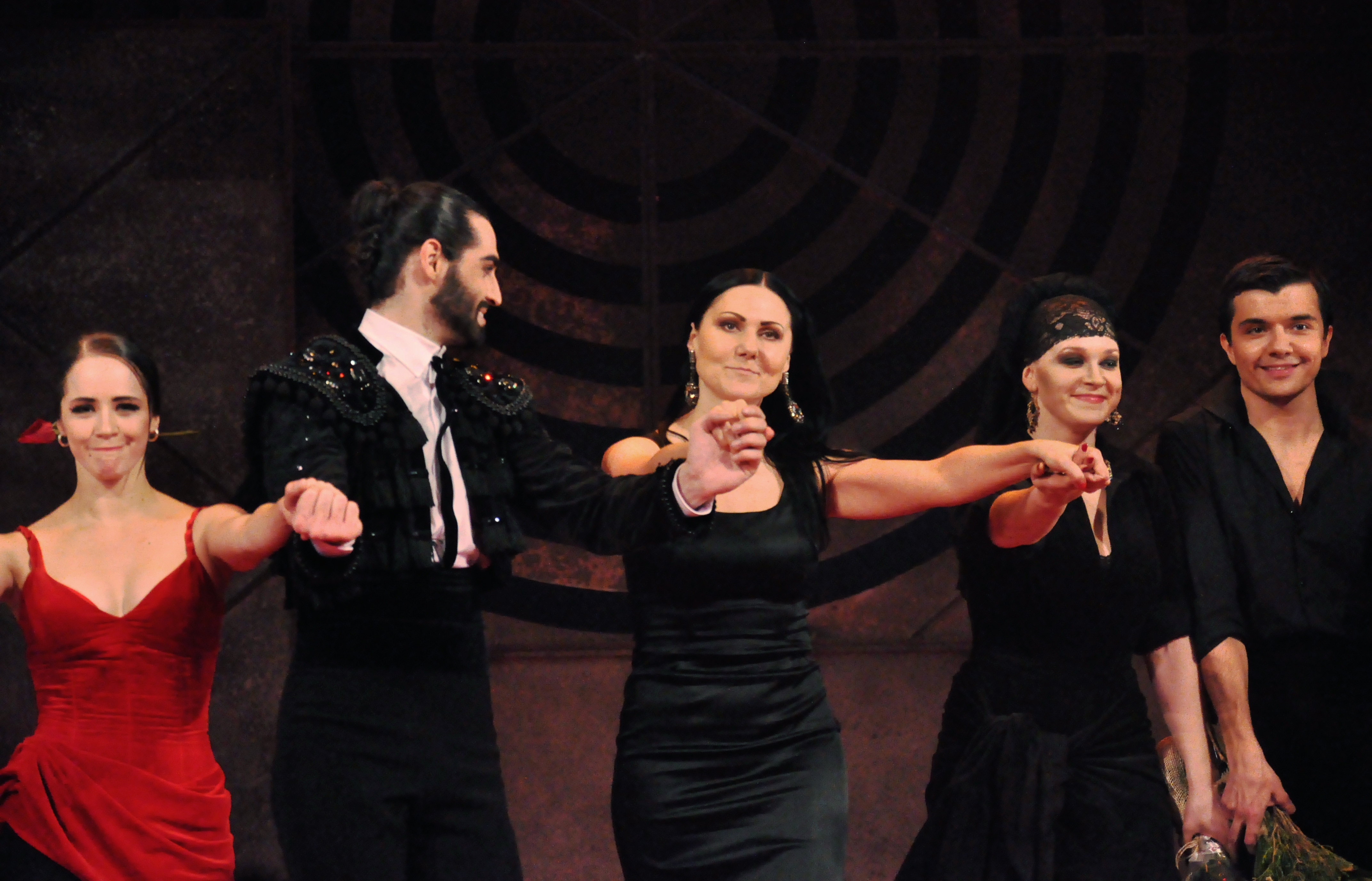
«Кармен», московська прем'єра

### в Росії
- 2008 — «Берег жінок» — Театр імені Є.Вахтангова
- 2012 — «Анна Кареніна» — Театр імені Є. Вахтангова
- 2012 — «Кармен» — Театр танця А / CH
- 2013 — «Євгеній Онєгін» — Театр імені Є. Вахтангова
- 2013 — «Отелло» — Театр імені Є. Вахтангова
- 2015 — «Мінетті» — Театр імені Є. Вахтангова
- 2015 — «Чоловіки і жінки, або Сценарії, за якими живуть люди» — Театр імені Є. Вахтангова
- 2016 — «Цар Едіп» — Театр імені Є. Вахтангова
- 2016 — «Катерина Ізмайлова» — Великий театр
- 2016 — «Кармен» — Північна Осетія
- 2017 — «Цар Едіп» /

«Замок герцога Синя Борода» — Музичний театр іменіСтаніславського і Немировича-Данченка
- 2018 — «Пікова дама» — Большой театр

### у Литві
- 1993 — одноактний балет «З вуличного життя» П. Сарасате — Литовський театр опери та балету
- 1994 — одноактний балет «Болеро» М. Равеля — Литовський театр опери та балету
- 1995 — хореографія в опері «Летючий голландець» Р. Вагнера — Литовський національний симфонічний оркестр
- 1995 — вечір хореографії «Замальовки після семи» і одноактний балет «Імпровізація в малому» на музику Б. Макферрін — Литовський театр опери та балету
- 1996 — балет «Медея» на музику A. Рекашюса — Литовський театр опери та балету
- 1996 — хореографія і сценічний рух у виставі «Любовні таємниці Р. Вітрако» — Литовський національний театр драми
- 1997 — хореографія в опері «Аїда» Дж. Верді — Литовський театр опери та балету
- 1997 — хореографія в опері «Саломея» Р. Штрауса — Литовський національний симфонічний оркестр
- 1997 — хореографія для телесеріалу «Пригоди Робін Гуда» — Ворнер Бразерс
- 1998 — «Пісні жінок» за піснями М. Дітріх — Литовський національний театр драми
- 1998 — «Кармен» на музику Ж. Бізе — Р. Щедріна — Литовський національний театр драми
- 1999 — «Танці божевільних дівчат» на музику A. Вівальді і К. Сен-Санса — Театр Оскараса Коршуноваса
- 1999 — хореографія в опері «Травіата» Дж. Верді — Каунаський музичний театр
- 2000 — «Дім Бернарди Альби» за п'єсою Ф. Р. Лорки — Литовський національний театр драми
- 2000 — хореографія для телесеріалу «Аттіла-завойовник» — USA Network
- 2000 — хореографія в опері «Локіс» В. Кутавичюса — Національна філармонія Литви
- 2001 — «Tango in Fa» на музику A. П'яццоллі — Театр танцю А / CH
- 2002 — «Любов» на музику сучасних композиторів — Театр танцю А / CH
- 2003 — «Ромео і Джульєтта» на музику сучасних композиторів — Театр танцю А / CH
- 2004 — «Болеро» М. Равеля — Театр танцю А / CH
- 2005 — «Люди» за мотивами литовської народної музики — Театр танцю А / CH
- 2006 — «Отелло» на музику Дж. Адамса й інших композиторів — Театр танцю А / CH
- 2007 — «Фантазія для п'яти стихій» на музику сучасних композиторів — Театр танцю А / CH
- 2009 — «Чоловіки і жінки» на музику з класичних балетів — Театр танцю А / CH
- 2010 — оперета «Мадам Помпадур» Л. Фаля — Каунаський музичний театр
- 2010 — «Анна Кареніна» на музику А. Шнітке — Театр танцю А / CH
- 2011 — балет «Барбора Радвілайте» на музику С. Вайнюнаса, А. Малціса, М. Горецьки — Литовський театр опери та балету
- 2012 — «Кармен» — Театр танцю А / CH
- 2014 — мюзикл «Легенда любові Сигізмунда Августа і Барбори Радвілайте» на музику К. Машанаускаса — прем'єра пройшла на арені Швітуриі, Клайпеда
- 2017 — «Ідіот» на музику Г. Канчелі — ТТеатр танцю А / CH
- 2018 — мюзикл «Король Міндаугас» на музику К. Машанаускаса — Театр танцю А / CH